# Braço do Trombudo
Braço do Trombudo este un oraș în Santa Catarina (SC), Brazilia.